# 切爾尼亞基夫
50°20′14″N 37°27′48″E / 50.33722°N 37.46333°E
切爾尼亞基夫（烏克蘭語：Черняків）是位於烏克蘭東部的村莊，由哈爾科夫州丘胡伊夫区的沃夫昌斯克市鎮負責管轄。該村距離俄羅斯3公里，始建於1690年，面積0.18平方公里，海拔高度190米，2001年人口18。